# 透明层

表皮组织学图像

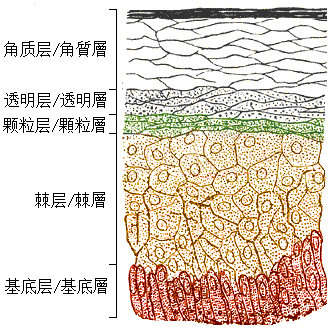
表皮剖面图

透明层（英語：stratum lucidum），位于颗粒层上方，由数层无核扁平细胞组成。透明层细胞排列紧密，细胞间没有明晰的界线，只有在手掌和脚底等表皮较厚的部位才能看见。